# Фурчі
Фурчі (італ. Furci) — муніципалітет в Італії, у регіоні Абруццо, провінція К'єті.
Фурчі розташоване на відстані близько 175 км на схід від Рима, 110 км на південний схід від Л'Аквіли, 55 км на південний схід від К'єті.
Населення — 1012 осіб (2014).
Щорічний фестиваль відбувається 13 вересня. Покровитель — Beato Angelo.

## Демографія
Населення за роками:

Станом на 1 січня 2023 року в муніципалітеті офіційно проживали 23 іноземці з 8 країн, серед них 18 громадян країн Євросоюзу.

## Сусідні муніципалітети
- Купелло
- Фрезаграндінарія
- Джиссі
- Монтеодоризіо
- Пальмолі
- Сан-Буоно